# VU-0238429
VU-0238429 je lek koji deluje kao selektivni pozitivni alosterni modulator za muskarinski acetilholinski receptor M5. On je bio prvi selektivni ligand razvijen za M5 podtip. -0238429 je strukturni derivat raznije otkrivenih M1-selektivnih pozitivnih alosternih modulatora poput VU-0119498.